# Schachweltmeisterschaft 1889
Bei der Schachweltmeisterschaft 1889 verteidigte Weltmeister Wilhelm Steinitz seinen Titel erfolgreich gegen Michail Tschigorin. Der zunächst auf 20 Partien angesetzte Zweikampf um den Weltmeistertitel im Schach erstreckte sich über 17 Partien, die zwischen dem 20. Januar und dem 24. Februar 1889 ausgetragen wurden. Mit 10,5 zu 6,5 Punkten lag Steinitz uneinholbar in Führung und blieb Weltmeister.

## Vorgeschichte
Steinitz, der 1886 bei der ersten Schachweltmeisterschaft überhaupt den Weltmeistertitel gegen Johannes Hermann Zukertort gewonnen hatte, weilte 1887 in Havanna, wo er Simultanvorstellungen gab und die lokalen Meister überlegen bezwang. Der dortige Schachklub bot ihm daraufhin an, einen Wettkampf zwischen dem Weltmeister und einem ebenbürtigen Meister zu organisieren, und stellte ein beträchtliches Preisgeld in Aussicht. Steinitz sollte frei in der Auswahl seines Kontrahenten sein.
Steinitz nahm dieses verlockende Angebot an und wählte für seine erste Titelverteidigung Michail Tschigorin, der als der beste Schachspieler Russlands galt und der ihn beim Londoner Turnier 1883 gleich zweimal geschlagen hatte. Es war zugleich ein Duell zwischen zwei Philosophien: Steinitz vertrat eine streng „wissenschaftlichen“ Lehre, nach der es immer einen besten Zug gibt und spektakuläre Kombinationen nur nach einem Fehler des Gegners möglich sind. Tschigorin hingegen galt als „Romantiker“, der den Gedanken des schöpferischen Schachs propagierte.

## Verlauf
Das Match war auf 20 Partien angesetzt und begann am 20. Januar 1889. Tschigorin erwischte einen guten Start und übernahm dreimal die Führung mit 1:0, 2:1 und 4:3. Dann jedoch gewann Steinitz dreimal hintereinander. Dasselbe gelang ihm noch einmal beim Stand von 7:6. In der 17. Partie sicherte sich Steinitz mit einem Remis den Titel. Es war das einzige Remis in diesem Wettkampf.
|            | 1 | 2 | 3 | 4 | 5 | 6 | 7 | 8 | 9 | 10 | 11 | 12 | 13 | 14 | 15 | 16 | 17 | Siege | Punkte |
| ---------- | - | - | - | - | - | - | - | - | - | -- | -- | -- | -- | -- | -- | -- | -- | ----- | ------ |
| Steinitz   | 0 | 1 | 0 | 1 | 1 | 0 | 0 | 1 | 1 | 1  | 0  | 1  | 0  | 1  | 1  | 1  | ½  | 10    | 10½    |
| Tschigorin | 1 | 0 | 1 | 0 | 0 | 1 | 1 | 0 | 0 | 0  | 1  | 0  | 1  | 0  | 0  | 0  | ½  | 6     | 6½     |

## Partien

### 1. Partie
Michail Iwanowitsch Tschigorin – Wilhelm Steinitz
Havanna, 20. Januar 1889
Evans-Gambit, C52
1. e4 e5 2. Sf3 Sc6 3. Lc4 Lc5 4. b4 Lxb4 5. c3 La5 6. 0–0 Df6 7. d4 Sge7 8. Sg5 Sd8 9. f4 exd4 10. cxd4 Lb6 11. Le3 d5 12. Lxd5 Sxd5 13. exd5 0–0 14. Sc3 Te8 15. Sge4 Dg6 16. Lf2 c6 17. Te1 Ld7 18. Sc5 Txe1+ 19. Dxe1 Dd6 20. De3 cxd5 21. Sxd7 Dxd7 22. Sxd5 Sc6 23. Sxb6 axb6 24. Te1 h6 25. d5 Sb4 26. Td1 Sxd5 27. De5 Txa2 28. Txd5 Ta1+ 29. Dxa1 Dxd5 30. Lxb6 De4 31. g3 h5 32. Dd4 Df3 33. De3 Dd1+ 34. Kg2 Dc2+ 35. Df2 Dc6+ 36. Kg1 h4 37. Dc5 hxg3 38. hxg3 De4 39. Kf2 Dh1 40. Dc8+ Kh7 41. Dg4 Dh2+ 42. Kf1 Dh1+ 43. Lg1 Dd5 44. Dh3+ Kg8 45. Dc8+ Kh7 46. Dc5 Dd3+ 47. Kg2 Dd7 48. Ld4 f6 49. Kf3 b5 50. g4 Db7+ 51. Kg3 b4 52. Df5+ Kg8 53. g5 fxg5 54. De6+ Kh7 55. fxg5 Dc7+ 56. Kg4 g6 57. Df6 Dc8+ 58. Kh4 1:0

### 2. Partie
Wilhelm Steinitz – Michail Iwanowitsch Tschigorin
Havanna, 22. Januar 1889
Damenbauernspiel, D02
1. Sf3 d5 2. d4 Lg4 3. Se5 Lh5 4. Dd3 Dc8 5. c4 f6 6. Sf3 e6 7. Sc3 Lg6 8. Dd1 c6 9. e3 Ld6 10. Ld2 Se7 11. Tc1 Sd7 12. Sh4 f5 13. g4 Sf6 14. h3 Se4 15. Ld3 fxg4 16. Sxg6 Sxg6 17. Lxe4 dxe4 18. Sxe4 Le7 19. hxg4 e5 20. d5 Dd7 21. Lc3 Td8 22. Th5 cxd5 23. cxd5 0–0 24. d6 De6 25. Db3 Dxb3 26. axb3 Lxd6 27. Sxd6 Txd6 28. Lb4 Tb6 29. Lxf8 Kxf8 30. Tc8+ Kf7 31. Tc7+ Kf6 32. Tf5+ Ke6 33. Tff7 Tb4 34. Txb7 Txg4 35. Txg7 h5 36. Txa7 Kf5 37. f3 Tg2 38. Ta6 1:0

### 3. Partie
Michail Iwanowitsch Tschigorin – Wilhelm Steinitz
Havanna, 24. Januar 1889
Spanische Partie, Alte Steinitz-Verteidigung, C62
1. e4 e5 2. Sf3 Sc6 3. Lb5 d6 4. d4 Ld7 5. dxe5 dxe5 6. 0–0 Ld6 7. Sc3 Sge7 8. Lg5 f6 9. Le3 0–0 10. Lc4+ Kh8 11. Sb5 Sc8 12. Dd2 De8 13. Tad1 Lg4 14. Le2 Sd8 15. c4 Se6 16. h3 Lh5 17. c5 Le7 18. Dd5 Dc6 19. Lc4 Le8 20. a4 Sxc5 21. Lxc5 Lxc5 22. Dxc6 Lxc6 23. Sxc7 Sd6 24. Lb3 Lxe4 25. Sxa8 Lxf3 26. gxf3 Txa8 27. Td5 b6 28. Tfd1 Td8 29. Kg2 a5 30. Lc2 g6 31. h4 Kg7 32. f4 exf4 33. Kf3 f5 34. Kxf4 Kf6 35. Lb3 h6 36. h5 gxh5 37. Lc2 Ke7 38. Te5+ Kf8 39. Txf5+ Ke7 40. Te5+ Kd7 41. f3 h4 42. Kg4 Tg8+ 43. Kxh4 Tg2 44. Lf5+ Kc6 45. b3 Lf2+ 46. Kh3 Tg3+ 47. Kh2 Txf3 48. Kg2 Tf4 49. Le6 Lc5 50. Ld5+ Kd7 51. Te6 Sf5 52. Lc4+ Kc7 53. Td3 h5 54. Lb5 Tg4+ 55. Kh2 Th4+ 56. Th3 Ld6+ 57. Kg2 Tg4+ 58. Kf1 Sg3+ 59. Kf2 h4 60. Th6 Tf4+ 61. Kg2 Le7 62. Tc6+ Kb7 63. Tc4 Tf8 64. Td4 Kc8 65. Td7 Ld8 66. Th2 Se4 67. Tg7 Sc5 68. Th3 Lf6 69. Tg6 Ld8 70. Lc4 Tf4 71. Tf3 Td4 72. Tg7 Kb8 73. Tff7 Td6 74. Kh3 Td2 75. Th7 Td6 76. Lf1 Se6 77. Td7 Tc6 78. Kg4 Tc7 79. Lc4 Txc4+ 80. bxc4 Kc8 81. Td6 Sc5 82. Tc6+ Kb8 83. Th8 1:0

### 4. Partie
Wilhelm Steinitz – Michail Iwanowitsch Tschigorin
Havanna, 26. Januar 1889
Damenbauernspiel, D02
1. Sf3 d5 2. d4 Lg4 3. c4 Lxf3 4. gxf3 e6 5. cxd5 Dxd5 6. e4 Lb4+ 7. Sc3 Da5 8. Ld2 Sc6 9. d5 exd5 10. a3 Sd4 11. Ld3 0–0–0 12. axb4 Sxf3+ 13. Dxf3 Dxa1+ 14. Ke2 Dxb2 15. Tb1 Da3 16. Sb5 Da6 17. Dxf7 Db6 18. Tc1 Sh6 19. Dxg7 dxe4 20. Dxc7+ Dxc7 21. Txc7+ Kb8 22. Lxe4 1:0

### 5. Partie
Michail Iwanowitsch Tschigorin – Wilhelm Steinitz
Havanna, 27. Januar 1889
Evans-Gambit, C52
1. e4 e5 2. Sf3 Sc6 3. Lc4 Lc5 4. b4 Lxb4 5. c3 La5 6. 0–0 Df6 7. d4 Sge7 8. Lg5 Dd6 9. Db3 0–0 10. Td1 Lb6 11. dxe5 Dg6 12. Da3 Te8 13. Sbd2 d6 14. exd6 cxd6 15. Lf4 Lc5 16. Dc1 Lg4 17. Lg3 Tad8 18. h3 Lxf3 19. Sxf3 Dxg3 20. Kh1 Dg6 21. Td3 Df6 22. Dd2 Sg6 23. Sg5 Sge5 24. Tf3 Sxf3 25. Lxf7+ Dxf7 26. gxf3 Dc4 0:1

### 6. Partie
Wilhelm Steinitz – Michail Iwanowitsch Tschigorin
Havanna, 29. Januar 1889
Damenbauernspiel, D02,
1. Sf3 d5 2. d4 Lg4 3. c4 Lxf3 4. gxf3 dxc4 5. e4 e5 6. dxe5 Dxd1+ 7. Kxd1 Sc6 8. f4 Td8+ 9. Ld2 Lc5 10. Tg1 Sge7 11. Lxc4 Sg6 12. Kc1 Lxf2 13. Tg2 Lb6 14. Sc3 Sd4 15. Sd5 Sf3 16. Sxb6 Sxd2 17. Txd2 axb6 18. Txd8+ Kxd8 19. Lxf7 Sxf4 20. Kd2 Tf8 21. Lb3 Sg6 22. e6 Ke7 23. Tg1 Tf2+ 24. Ke3 Txh2 25. Tg5 Th3+ 26. Kd4 Tf3 27. Tb5 Sf4 28. a4 h5 29. a5 h4 30. axb6 c6 31. Tf5 Se2+ 32. Kc5 Txf5+ 33. exf5 h3 34. La4 h2 35. Lxc6 bxc6 36. b7 h1D 37. b8D Dc1+ 0:1

### 7. Partie
Michail Iwanowitsch Tschigorin – Wilhelm Steinitz
Havanna, 31. Januar 1889
Evans-Gambit, C52
1. e4 e5 2. Sf3 Sc6 3. Lc4 Lc5 4. b4 Lxb4 5. c3 La5 6. 0–0 Df6 7. d4 Sge7 8. Lg5 Dd6 9. d5 Sd8 10. Da4 Lb6 11. Sa3 Dg6 12. Lxe7 Kxe7 13. Sxe5 Df6 14. Sf3 Dxc3 15. e5 c6 16. d6+ Kf8 17. Lb3 h6 18. Dh4 g5 19. Dh5 Dd3 20. Tad1 Dh7 21. Sc2 Kg7 22. Scd4 Dg6 23. Dg4 h5 24. Sf5+ Kf8 25. Dxg5 Dxg5 26. Sxg5 h4 27. Kh1 Th5 28. f4 Se6 29. g4 hxg3 30. Sxg3 Th6 31. Sxf7 Kxf7 32. f5 Ke8 33. fxe6 dxe6 34. Se4 1:0

### 8. Partie
Wilhelm Steinitz – Michail Iwanowitsch Tschigorin
Havanna, 4. Februar 1889
Damengambit, Halbslawische Verteidigung, D46
1. Sf3 Sf6 2. d4 d5 3. c4 e6 4. Sc3 c6 5. e3 Ld6 6. Ld3 Sbd7 7. 0–0 0–0 8. e4 dxe4 9. Sxe4 Sxe4 10. Lxe4 h6 11. Lc2 Te8 12. Te1 Df6 13. Ld2 Sf8 14. Lc3 Ld7 15. c5 Lb8 16. d5 Dd8 17. d6 b6 18. b4 f6 19. Dd3 a5 20. a3 e5 21. Sh4 bxc5 22. bxc5 La7 23. Tad1 Lxc5 24. Dc4+ Se6 25. De4 Sf8 26. Dc4+ Se6 27. Lg6 Db6 28. Te2 Teb8 29. Tb2 Da7 30. Lf5 Kf7 31. Te2 Da6 32. Dg4 Sf4 33. Txe5 fxe5 34. Lxe5 g5 35. Lg6+ Kf8 36. Dxd7 Da7 37. Df5+ Kg8 38. d7 1:0

### 9. Partie
Michail Iwanowitsch Tschigorin – Wilhelm Steinitz
Havanna, 5. Februar 1889
Evans-Gambit, C52
1. e4 e5 2. Sf3 Sc6 3. Lc4 Lc5 4. b4 Lxb4 5. c3 La5 6. 0–0 Df6 7. d4 Sge7 8. Lg5 Dd6 9. d5 Sd8 10. Da4 b6 11. Sa3 a6 12. Lb3 Lxc3 13. Tac1 Db4 14. Sb5 Dxb5 15. Dxb5 axb5 16. Txc3 c5 17. dxc6 Sdxc6 18. Lxe7 Kxe7 19. Ld5 f6 20. Lxc6 dxc6 21. Txc6 Ld7 22. Txb6 Thb8 23. Txb8 Txb8 24. Tb1 Lc6 25. Te1 Ta8 26. Te2 Ta4 27. Tb2 Txe4 28. h3 Kd6 29. Sd2 Ta4 30. f3 f5 31. Kf2 Ta3 32. Sb1 Td3 33. Ke2 e4 34. Sd2 Ta3 35. fxe4 fxe4 36. Sb1 Tg3 37. Kf2 Td3 38. Ke2 h5 39. Sd2 Tg3 40. Kf2 Ta3 41. Sf1 Ld5 42. Txb5 Txa2+ 43. Ke3 Txg2 44. Kd4 Lc6 45. Txh5 Ta2 46. Se3 Td2+ 47. Kc4 Ld7 48. Tg5 Le6+ 49. Kb4 Td4+ 50. Kb5 Td3 51. Sc4+ Lxc4+ 52. Kxc4 Td1 53. Txg7 e3 54. Tb7 Ke5 55. Kc3 Ke4 56. Kc2 Tf1 0:1

### 10. Partie
Wilhelm Steinitz – Michail Iwanowitsch Tschigorin
Havanna, 8. Februar 1889
Damengambit, Tschigorin-Verteidigung, D07
1. Sf3 d5 2. d4 Lg4 3. c4 Sc6 4. e3 e5 5. Db3 Lxf3 6. gxf3 exd4 7. cxd5 Se5 8. exd4 Sd7 9. Sc3 De7+ 10. Le3 Db4 11. Dc2 Sgf6 12. Lb5 Td8 13. 0–0–0 a6 14. La4 Le7 15. Thg1 g6 16. Lh6 b5 17. Lb3 Sb6 18. Tge1 Kd7 19. Lf4 Tc8 20. a3 Da5 21. Lg5 Sg8 22. Lxe7 Sxe7 23. Se4 Tb8 24. Sf6+ Kd8 25. Txe7 Kxe7 26. Dxc7+ Sd7 27. Dxa5 1:0

### 11. Partie
Michail Iwanowitsch Tschigorin – Wilhelm Steinitz
Havanna, 10. Februar 1889
Evans-Gambit, C52
1. e4 e5 2. Sf3 Sc6 3. Lc4 Lc5 4. b4 Lxb4 5. c3 La5 6. 0–0 Df6 7. d4 Sge7 8. Lg5 Dd6 9. d5 Sd8 10. Da4 b6 11. Sa3 a6 12. Ld3 Lxc3 13. Tab1 Lb7 14. Sc4 Dc5 15. Le3 b5 16. Lxc5 bxa4 17. Tfc1 d6 18. Lxd6 cxd6 19. Sxd6+ Kd7 20. Sxb7 Ld4 21. Sxd4 exd4 22. Sxd8 Thxd8 23. Tb7+ Kd6 24. e5+ Kxd5 25. Txe7 Tac8 26. Txc8 Txc8 27. f3 Tc3 28. Le4+ Kc4 29. Txf7 Kb4 30. e6 d3 31. Td7 1:0

### 12. Partie
Wilhelm Steinitz – Michail Iwanowitsch Tschigorin
Havanna, 12. Februar 1889
Damengambit, Tschigorin-Verteidigung, D07
1. Sf3 d5 2. d4 Lg4 3. c4 Sc6 4. e3 e6 5. Sc3 Lb4 6. Ld2 Sge7 7. Ld3 Lf5 8. Lxf5 Sxf5 9. cxd5 exd5 10. Db3 Lxc3 11. Lxc3 Tb8 12. 0–0 0–0 13. Tac1 Te8 14. Ld2 Sce7 15. Tc2 c6 16. Tfc1 Sg6 17. Le1 Sfh4 18. Sxh4 Sxh4 19. f3 Sf5 20. Lf2 Dg5 21. Te1 Te6 22. e4 Tbe8 23. Tce2 Sd6 24. e5 Dd8 25. Kf1 Sc4 26. Dxb7 Dg5 27. Db4 Tg6 28. Lg3 h5 29. b3 Sb6 30. Dd2 Df5 31. Dc2 Dg5 32. Dd2 Df5 33. Kg1 Sc8 34. Dc2 Dd7 35. Lh4 Sb6 36. Dd3 Sa8 37. f4 Sc7 38. Lf2 Dg4 39. Le3 f5 40. Tf2 Tge6 41. De2 Dg6 42. Tf3 Df7 43. Tg3 Kh7 44. Lf2 Th6 45. Tc1 Tc8 46. Tgc3 Se6 47. Da6 Tg8 48. Txc6 Sxf4 49. Txh6+ gxh6 50. Lg3 Tg6 51. Df1 Se6 52. Dd3 Tg4 53. h3 Txd4 54. Da6 Td2 55. Le1 Td4 56. Tc6 Te4 57. Txe6 Txe1+ 58. Kh2 Tc1 59. Tf6 Dg7 60. De6 Tf1 61. Tf7 1:0

### 13. Partie
Michail Iwanowitsch Tschigorin – Wilhelm Steinitz
Havanna, 16. Februar 1889
Evans-Gambit, C52
1. e4 e5 2. Sf3 Sc6 3. Lc4 Lc5 4. b4 Lxb4 5. c3 La5 6. 0–0 Df6 7. d4 Sge7 8. d5 Sd8 9. Lg5 Dd6 10. Da4 f6 11. Lc1 Lb6 12. Sa3 c6 13. Lb3 Lc5 14. Td1 b5 15. Da5 Sb7 16. Da6 Sd8 17. Da5 Sb7 18. Da6 Sd8 19. Da5 Sb7 20. Da6 Dc7 21. dxc6 dxc6 22. Sxb5 cxb5 23. Dxb5+ Ld7 24. Lf7+ Kd8 25. Tb1 Sd6 26. Db3 Db6 27. Dc2 Dc6 28. Lb3 a5 29. Le3 Lxe3 30. fxe3 a4 31. Ld5 Sxd5 32. Txd5 Te8 33. Tbd1 Te6 34. c4 Ta7 35. c5 Sc8 36. Sd2 Ke8 37. Sc4 Te7 38. De2 a3 39. Dh5+ g6 40. Dh4 Ta4 41. Td6 Sxd6 42. Sxd6+ Kd8 43. Dxf6 Ta5 44. Df8+ Te8 45. Sxe8 Dxc5 46. Dxc5 Txc5 47. Sf6 Tc7 48. Kf1 Kc8 49. Txd7 Txd7 50. Sxd7 Kxd7 51. Ke2 Kc6 52. Kd3 Kb5 53. Kc3 h5 54. Kb3 g5 55. Kxa3 Kc4 56. Kb2 Kd3 57. a4 Ke2 58. a5 Kf2 59. a6 Kxg2 60. a7 Kxh2 61. a8D h4 62. Dg8 h3 63. Dxg5 Kh1 64. Dxe5 1:0

### 14. Partie
Wilhelm Steinitz – Michail Iwanowitsch Tschigorin
Havanna, 19. Februar 1889
Damengambit, Tschigorin-Verteidigung, D07
1. Sf3 d5 2. d4 Lg4 3. c4 Sc6 4. e3 e5 5. Db3 Lxf3 6. gxf3 Sge7 7. Sc3 exd4 8. Sxd5 Tb8 9. e4 Sg6 10. Ld2 Ld6 11. f4 0–0 12. 0–0–0 Sce7 13. f5 Sxd5 14. cxd5 Sf4 15. Df3 Dh4 16. Tg1 h5 17. Kb1 c5 18. Dg3 Sg6 19. Dxd6 Dxe4+ 20. Ka1 Dxf5 21. Dg3 Dxd5 22. f4 b5 23. Lg2 Dd6 24. Dg5 f5 25. Lh3 Tb6 26. Lxf5 Tf6 27. Le4 Dd7 28. Dxh5 Sf8 29. Dxc5 Se6 30. Dh5 Dd6 31. Dh7+ Kf8 32. Tc1 Ta6 33. f5 Sc5 34. Dh8+ Ke7 35. Txg7+ 1:0

### 15. Partie
Michail Iwanowitsch Tschigorin – Wilhelm Steinitz
Havanna, 21. Februar 1889
Evans-Gambit, C52
1. e4 e5 2. Sf3 Sc6 3. Lc4 Lc5 4. b4 Lxb4 5. c3 La5 6. 0–0 Df6 7. d4 Sge7 8. d5 Sd8 9. Da4 Lb6 10. Lg5 Dd6 11. Sa3 c6 12. Tad1 Db8 13. Lxe7 Kxe7 14. d6+ Kf8 15. Sxe5 f6 16. Sf3 Lc5 17. e5 b5 18. Lxb5 cxb5 19. Sxb5 Se6 20. exf6 gxf6 21. Dh4 Kf7 22. Dh5+ Kg8 23. Dg4+ Kf7 24. Dh5+ Kg7 25. Sfd4 Lxd4 26. Sxd4 Tf8 27. Td3 Lb7 28. Sxe6+ dxe6 29. Th3 Le4 30. Dg4+ Lg6 31. Dxe6 Db6 32. Dd5 Tad8 33. Td1 Tfe8 34. c4 Txd6 35. Df3 Td3 36. Dg4 Te4 0:1

### 16. Partie
Wilhelm Steinitz – Michail Iwanowitsch Tschigorin
Havanna, 23. Februar 1889
Réti-Eröffnung, A04
1. Sf3 f5 2. d4 e6 3. c4 Sf6 4. e3 Le7 5. Sc3 0–0 6. Ld3 d5 7. Ld2 c6 8. c5 Sbd7 9. Sg5 Sb8 10. f3 Dc7 11. Dc2 Sh5 12. Sh3 Lh4+ 13. Sf2 e5 14. dxe5 Dxe5 15. 0–0 Le7 16. Se2 b6 17. cxb6 axb6 18. Sd4 c5 19. Sb5 Sc6 20. Lc3 Db8 21. Tfd1 Se5 22. Le2 Sf6 23. Sh3 Td8 24. Lf1 Sf7 25. Sf4 d4 26. Ld2 dxe3 27. Lxe3 Txd1 28. Txd1 De5 29. Te1 Kf8 30. Ld2 Db8 31. Db3 Sd8 32. De3 Db7 33. Lc4 Dd7 34. Lc3 Ta4 35. Lb3 Ta8 36. Sd5 Sxd5 37. Lxd5 Ta4 38. Lxg7+ Kxg7 39. Dxe7+ Dxe7 40. Txe7+ Kf6 41. Txh7 Tb4 42. Sd6 Le6 43. Lxe6 Kxe6 44. Th6+ Ke5 45. b3 b5 46. f4+ Kd4 47. Sxb5+ Txb5 48. Td6+ Kc3 49. Txd8 Ta5 50. Td5 Kb4 51. Td2 Kc3 52. Te2 1:0

### 17. Partie
Michail Iwanowitsch Tschigorin – Wilhelm Steinitz
Havanna, 24. Februar 1889
Evans-Gambit, C52
1. e4 e5 2. Sf3 Sc6 3. Lc4 Lc5 4. b4 Lxb4 5. c3 La5 6. 0–0 Df6 7. d4 Sge7 8. d5 Sd8 9. Da4 Lb6 10. Lg5 Dd6 11. Sa3 c6 12. Tad1 Db8 13. Lxe7 Kxe7 14. d6+ Kf8 15. Db4 f6 16. Lb3 g6 17. Sc4 Kg7 18. a4 Sf7 19. Sxb6 axb6 20. Lxf7 Kxf7 21. Sxe5+ Kg7 22. Sc4 b5 23. axb5 Da7 24. b6 Da4 25. Dc5 Te8 26. f3 Da2 27. Se3 Db3 28. Tb1 Df7 29. Sc4 Ta4 30. Tb4 Ta2 31. Dd4 Kg8 32. Se3 Ta3 33. Ta4 Tb3 34. Tfa1 Kg7 35. Ta8 Tb5 36. Tb8 c5 37. Dd5 Txb6 38. Taa8 Df8 39. Sc4 Tc6 40. f4 b5 41. Txb5 La6 42. Txe8 Dxe8 43. Txc5 Txc5 44. Dxc5 Dxe4 45. Se3 Dxf4 46. h3 Lb7 47. c4 Lc6 48. Da3 Dd4 49. Kh2 f5 50. c5 f4 51. Sc2 De5 52. Da1 Dxa1 53. Sxa1 Kf6 54. Sc2 Ke5 55. Sb4 Lb7 56. Kg1 Kd4 57. c6 Lc8 58. cxd7 Lxd7 59. Kf2 Ke5 60. Sd3+ Kxd6 61. Sxf4 Ke5 62. Ke3 Kf6 63. Sd3 h6 64. Kf4 g5+ 65. Ke3 h5 66. Sc5 Lc6 67. g3 h4 68. g4 Lg2 69. Se4+ Lxe4 70. Kxe4 Ke6 ½:½

## Folgen
Im Jahre 1892 kam es zu einem zweiten Duell zwischen Steinitz und Tschigorin, wiederum in Havanna, bei dem Steinitz ebenfalls die Oberhand behielt.